# Neoaliturus karrooensis
Neoaliturus karrooensis är en insektsart som beskrevs av Timothy M. Cogan 1916. Neoaliturus karrooensis ingår i släktet Neoaliturus och familjen dvärgstritar. Inga underarter finns listade i Catalogue of Life.